# Tika Bogati
Tika Bahadur Bogati (sinh ngày 26 tháng 9 năm 1962) là một vận động viên chạy đường dài người Nepal đã nghỉ hưu. Anh đã tham gia cuộc đua marathon nam tại Thế vận hội Mùa hè năm 1988 và Thế vận hội Mùa hè năm 1996. Anh cũng là người đại diện cờ cho Nepal tại Thế vận hội năm 1996.